# Alois Mezník
Alois Mezník (7. června 1911 Kundratice – 12. března 1942 Severní moře) byl český palubní radiotelegrafista a střelec 311. československé bombardovací perutě.

## Život

### Před druhou světovou válkou
Alois Mezník se narodil 7. června 1911 v Kundraticích na Žďársku. Vyučil se dámským krejčím. Mezi lety 1931 a 1932 absolvoval prezenční vojenskou službu. Poté odešel do Francie, kde si ve své profesi zřídil živnost.

### Druhá světová válka
Ve Francii se Alois Mezník 24. září 1939 v Paříži přihlásil do zde vznikající Československé armády v zahraničí a jako její příslušník se zúčastnil bitvy o Francii. Po jejím pádu v červnu 1940 se evakuoval do Spojeného království, kde byl 1. července téhož roku přijat do Royal Air Force, a po výcviku na palubního radiotelegrafistu a střelce byl zařazen k 311. československé bombardovací peruti. Jako její příslušník se účastnil náletů na nacistické Německo a okupovanou Evropu. Dne 12. března 1942 se zúčastnil jako člen posádky letounu Vickers Wellington B Mk.Ic R1802 KX-P náletu na Kiel pod velením Jiřího Fíny. Během návratu byl stroj nucen nouzově přistát na hladinu Severního moře v důsledku nadměrné námrazy asi 100 mil od britského pobřeží. Celá posádka zahynula, radiotelegrafista Josef Cibulka ještě stihl odeslat zprávu se souřadnicemi přistání. Těla nezvěstných nebyla nikdy nalezena. Dosáhl hodnosti četaře.

## Posmrtná ocenění
- Alois Mezník byl in memoriam povýšen do hodnosti rotmistra a v roce 1991 do hodnosti podplukovníka
- Aloisi Mezníkovi byla v Křižanově v Dlouhé ulici čp. 100 odhalena pamětní deska[1]